# Ibon Iparraguirre Burgoa
Ibon Iparraguirre Burgoa (Ondarroa, 1973 o 1974) és un activista polític basc, membre de l'organització armada Euskadi Ta Askatasuna (ETA), reclòs o empresonat des de 2010. L'any 2017 es trobà a la presó d'Alcalá Meco en una situació de salut molt delicada per l'empitjorament del VIH.
Fou vinculat amb la col·locació d'un artefacte explosiu a la seu del Partit Socialista d'Euskadi (PSE-PSOE) a Elgoibar el 20 d'abril de 2008, la col·locació de dos artefactes més a l'empresa Construcciones Amenabar, concessionària de les obres del Tren d'Alta Velocitat, el maig de 2008; i l'atac contra la comissaria de l'Ertzaintza a Ondarroa el 21 de setembre de 2008. Pel que fa a aquest darrer atemptat, fou perpetrat amb 100 kg. d'explosius amonal reforçat dins d'un cotxe Peugeot 307 que fou detonat davant de les dependències policíaques del carrer de Zaldabide, després de rebre el llançament de dos còctels molotov l'objectiu de provocar la sortida dels agents de dins de la comissaria. L'atemptat causà tres policies i cinc civils ferits però cap d'ells amb resultat fatal.
El 26 de gener de 2010 fou detingut, juntament amb quatre persones més, en una operació dirigida pel magistrat Eloy Velasco, titular del Jutjat Central d'Instrucció número 6 de l'Audiència Nacional, i executada per l'Ertzaintza a Ondarroa, Mutriku i Deba. En el registre de la seva residència, en un pis del portal número 9 del carrer de Goimendi del seu poble natal, els agents trobaren material explosiu per a la fabricació de bomba lapa i cordó detonador, a més d'una arma curta. Després d'una setmana de detenció sota el règim d'incomunicació, en la qual denuncià haver patit tortures, ingressà preventivament a la presó de Soto del Real i després a Sevilla 2 fins a l'agost de 2011. A partir d'aleshores, fou traslladat a la presó de Basauri sota recomanació del metge d'Institucions Penitenciàries de la presó de Sevilla, davant de l'empitjorament per la greu malaltia que patia des dels 23 anys (VIH estadi C3). El 14 d'octubre de 2011, en un intens context de mobilitzacions socials i un estat físic molt debilitat, les autoritats judicials li concediren el règim de presó atenuada sobre la base de les circumstàncies de greu malaltia del pres (article 100.2 del reglament penitenciari). D'aquesta forma, pogué complir durant dos anys i mig les exigències de romandre 20 hores al dia a casa i 4 hores al carrer, sempre amb polsera telemàtica, anar a signar a la presó, sotmetre's als controls mèdic i no assistir a manifestacions.
El 29 de maig de 2013 fou condemnat, juntament amb Asier Badiola Lasarte, a 299 anys de presó per l'Audiència Nacional. Concretament, 221 anys per l'intent d'assassinat terrorista de 13 policies (17 anys per a cada un d'ells); 60 anys per l'intent d'assassinat terrorista de 5 persones civils (12 anys per a cada un d'ells); i 18 anys per un delicte de danys terroristes. Pels fets atribuïts contra la seu del PSE ja complia una pena de privació de llibertat de 3 anys, mentre que la condemna pels fets contra l'empresa concessionària encara no tenia caràcter ferm. El 7 de març de 2014, vuit dotacions de l'Ertzaintza es presentaren a casa seva per detenir-lo, conforme a la sentència ferma del Tribunal Suprem espanyol, que el condemnava a 299 anys de presó per l'explosió del cotxe bomba de 2008, i fou traslladat de nou a la presó de Basauri. En aquest penal fou agredit en dues ocasions: el 14 d'abril de 2014 per part d'un pres social i, sis dies després, el 20 d'abril, per part de dos funcionaris. El 22 d'abril de 2014 fou novament allunyat de la seva família amb el trasllat a la presó de Navalcarnero. El 18 d'octubre de 2017, després d'un nou trasllat, en aquest cas a la presó d'Alcalá Meco, la xarxa ciutadana Sare denuncià la mesura davant de la fragilitat de la salut del pres que es trobava en una situació «de vida o mort».